# Anthony Idiata
Anthony Idiata, detto Tony (5 gennaio 1975), è un ex altista nigeriano.
Attivo per un quinquennio nel salto in alto, ha riportato numerosi titoli continentali. Allenandosi in Europa, dapprima in Grecia e poi in Germania, ha fissato nuovi record nazionali nel salto in alto, la cui misura indoor stabilita nel 2000 è tuttora record africano. Nonostante la vittoria nel 1999 ai Giochi panafricani, Idata non è stato incluso dal Comitato sportivo nigeriano all'interno del team nazionale che ha preso parte prima ai Campionati africani in Algeria ed in seguito ai Giochi olimpici di Sydney 2000.

## Record nazionali
- Salto in alto: 2,27 m ( Rodi, 9 settembre 1998)
- Salto in alto indoor: 2,32 m ( Patrasso, 15 febbraio 2000) [5]

## Palmarès
| Anno | Manifestazione                     | Sede         | Evento        | Risultato | Prestazione | Note              |
| ---- | ---------------------------------- | ------------ | ------------- | --------- | ----------- | ----------------- |
| 1995 | Giochi panafricani                 | Harare       | Salto in alto | Argento   | 2,19 m      |                   |
| 1996 | Campionati africani                | Yaoundé      | Salto in alto | Argento   | 2,16 m      |                   |
| 1997 | Campionati dell'Africa Occidentale | Cotonou      | Salto in alto | Oro       | –           |                   |
| 1999 | Mondiali                           | Siviglia     | Salto in alto | 20º (q)   | 2,20 m      |                   |
| 1999 | Giochi panafricani                 | Johannesburg | Salto in alto | Oro       | 2,27 m      | Record dei Giochi |